# Teoria dei campi scalare
In fisica teorica, con teoria dei campi scalare si fa riferimento a una teoria, classica o quantistica e relativisticamente invariante, dei campi scalari. Un campo scalare è invariante sotto ogni trasformazione di Lorentz.
L'unico campo quantistico scalare fondamentale ad essere stato osservato è il campo di Higgs. Tuttavia, campi scalari quantistici sono presenti nelle teorie efficaci di molti fenomeni fisici.  Un esempio è il pione, che è in realtà uno pseudoscalare. Poiché i campi scalari non sono polarizzati, la loro quantizzazione canonica risulta più semplice; per questa ragione, le teorie di campo scalari sono spesso usate al fine di introdurre nuovi concetti e tecniche.
La segnatura della metrica impiegata in questa voce è  (+, −, −, −).

## Teoria dei campi scalare classica
Un libro di riferimento per questa sezione è il capitolo 1 di Pierre Ramond, Field Theory: A Modern Primer, 2ª ed., Westview Press, 2001, ISBN 0-201-30450-3.

### Teoria lineare (libera)
La teoria di campo scalare più basilare è la teoria lineare.  Tramite la scomposizione di Fourier dei campi, rappresenta i modi normali di infiniti oscillatori accoppiati dove il limite nel continuo dell'indice degli oscillatori i è ora indicato da x. L'azione per la teoria di campo scalare relativistica libera è quindi
{\displaystyle {\begin{aligned}{\mathcal {S}}&=\int \mathrm {d} ^{D-1}x\mathrm {d} t{\mathcal {L}}\\&=\int \mathrm {d} ^{D-1}x\mathrm {d} t\left[{\frac {1}{2}}\eta ^{\mu \nu }\partial _{\mu }\phi \partial _{\nu }\phi -{\frac {1}{2}}m^{2}\phi ^{2}\right]\\[6pt]&=\int \mathrm {d} ^{D-1}x\mathrm {d} t\left[{\frac {1}{2}}(\partial _{t}\phi )^{2}-{\frac {1}{2}}\delta ^{ij}\partial _{i}\phi \partial _{j}\phi -{\frac {1}{2}}m^{2}\phi ^{2}\right],\end{aligned}}}
dove {\displaystyle {\mathcal {L}}} è detta la densità lagrangiana; {\displaystyle d^{4-1}x=dx\,dy\,dz=dx^{1}\,dx^{2}\,dx^{3}}per le tre coordinate spaziali; {\displaystyle \delta ^{ij}}è la delta di Kronecker; e {\displaystyle \partial _{\rho }=\partial /\partial x^{\rho }} ossia la derivata rispetto alla ρ-esima coordinata spaziotemporale.
Questo è un esempio di un'azione quadratica, siccome ciascuno dei termini nel campo φ. Il termine è proporzionale a m^2 è talvolta conosciuto come termine di massa, a causa della successiva interpretazione, nella versione quantizzata di questa teoria, in termini della massa della particella.
L'equazione del moto per questa teoria si ottiene estremizzando l'azione di cui sopra. Assume la forma seguente, lineare in φ,
{\displaystyle \eta ^{\mu \nu }\partial _{\mu }\partial _{\nu }\phi +m^{2}\phi =\partial _{t}^{2}\phi -\nabla ^{2}\phi +m^{2}\phi =0~,}
dove ∇2 è l'operatore di Laplace. Questa è l'equazione di Klein-Gordon, interpretata come equazione di campo classica, piuttosto che come equazione d'onda quantistica.

### Teoria non lineare (interagente)
La più comune generalizzazione della teoria lineare di cui sopra è aggiungere un potenziale scalare V(Φ) alla lagrangiana, dove tipicamente, in aggiunta a un termine di massa, V è un polinomio in Φ. Una tale teoria è talvolta detta interagente, perché l'equazione di Eulero-Lagrange è ora non lineare, implicando una auto-interazione. L'azione per la teoria più generale è
{\displaystyle {\begin{aligned}{\mathcal {S}}&=\int \mathrm {d} ^{D-1}x\,\mathrm {d} t{\mathcal {L}}\\[3pt]&=\int \mathrm {d} ^{D-1}x\mathrm {d} t\left[{\frac {1}{2}}\eta ^{\mu \nu }\partial _{\mu }\phi \partial _{\nu }\phi -V(\phi )\right]\\[3pt]&=\int \mathrm {d} ^{D-1}x\,\mathrm {d} t\left[{\frac {1}{2}}(\partial _{t}\phi )^{2}-{\frac {1}{2}}\delta ^{ij}\partial _{i}\phi \partial _{j}\phi -{\frac {1}{2}}m^{2}\phi ^{2}-\sum _{n=3}^{\infty }{\frac {1}{n!}}g_{n}\phi ^{n}\right]\end{aligned}}}
Gli n! fattori nello sviluppo vengono introdotti perché sono utili nello sviluppo del diagramma di Feynman della teoria quantistica, come descritto sotto.
L'equazione di Eulero-Lagrange corrispondente è ora
{\displaystyle \eta ^{\mu \nu }\partial _{\mu }\partial _{\nu }\phi +V'(\phi )=\partial _{t}^{2}\phi -\nabla ^{2}\phi +V'(\phi )=0.}

### Analisi dimensionale e scale
Le grandezze fisiche in queste teorie scalari potrebbero avere dimensioni di lunghezza, tempo o massa, o una combinazione delle tre.
Tuttavia, in una teoria relativistica, una certa quantità t, con le dimensioni di un tempo, può essere facilmente convertita in una lunghezza, l =ct, usando la velocità della luce,  c. Similmente, ogni lunghezza è equivalente all'inverso della massa, usando la costante di Planck ħ=lmc. In unità naturali, il tempo e la lunghezza vengono trattate dal punto di vista dimensionale come l'inverso della massa.
In breve, si può pensare alle dimensioni di una qualsiasi grandezza fisica come definite in termini di una sola unità di misura indipendente, piuttosto che tutte e tre. Questa è spesso chiamata la dimensione di massa della grandezza. Conoscere le dimensioni di ciascuna quantità permette di recuperare in modo univoco le dimensioni convenzionali da un'espressione scritta in unità naturali in termini della sola dimensione di massa; questo si fa semplicemente reinserendo le potenze di ħ e c tali a mantenere la coerenza dimensionale.
Un'obiezione sensata è che la teoria è classica, e quindi non è ovvio come la costante di Planck possa entrare in gioco. Se lo si desidera, si può in realtà scrivere la teoria senza far riferimento alle dimensioni di massa. Tuttavia, questo renderà più oscura la connessione con la teoria scalare quantistica. Dato che si hanno le dimensioni di massa, la costante di Planck può essere vista essenzialmente come una quantità di azione di riferimento arbitraria e fissata (non necessariamente collegata alla quantizzazione), quindi con le dimensioni appropriate per convertire la massa e l'inverso della lunghezza.

#### Dimensione di scala
La dimensione di scala classica, o dimensione di massa, Δ, di φ descrive la trasformazione del campo sotto un ri-scaling delle coordinate:
{\displaystyle x\rightarrow \lambda x}
{\displaystyle \phi \rightarrow \lambda ^{-\Delta }\phi ~.}
Le unità dell'azione sono le stesse delle unità di ħ, e quindi l'azione stessa ha dimensione di massa zero. Questo aggiusta la dimensione di scala del campo φ per essere
{\displaystyle \Delta ={\frac {D-2}{2}}.}

#### Invarianza di scala
C'è un senso specifico in cui alcune teorie di campo scalari sono invarianti di scala. Mentre le azioni sopra sono costruire per avere dimensione di massa zero, non tutte le azioni sono invarianti sotto la trasformazione di scala
{\displaystyle x\rightarrow \lambda x}
{\displaystyle \phi \rightarrow \lambda ^{-\Delta }\phi ~.}
Il motivo per cui non tutte le azioni sono invarianti è che si pensa ai parametri m e gn come quantità fissate, che non sono riscalate sotto la trasformazione di cui sopra. La condizione per cui una teoria di campo scalare sia invariante di scala è quindi abbastanza ovvio: tutti i parametri che appaiono nell'azione devono essere grandezze adimensionate. In altre parole, una teoria invariante di scala è senza una scala di lunghezza fissata (o equivalentemente, scala di massa) nella teoria.
Per una teoria di campo scalare con D dimensioni spaziotemporali, l'unico parametro adimensionato gn soddisfa n =  2D / (D − 2). Per esempio, in D = 4, solo g4 è classicamente adimensionata, e quindi l'unica teoria di campo scalare classicamente invariante di scala in D = 4 è la teoria φ<sup id="mwjQ">4</sup> priva di massa.
L'invarianza di scala classica, tuttavia, normalmente non implica l'invarianza di scala quantistica, a causa del gruppo di rinormalizzazione – vedere la discussione della funzione beta sotto.

#### Invarianza conforme
Una trasformazione
{\displaystyle x\rightarrow {\tilde {x}}(x)}
è detta conforme se la trasformazione soddisfa
{\displaystyle {\frac {\partial {\tilde {x^{\mu }}}}{\partial x^{\rho }}}{\frac {\partial {\tilde {x^{\nu }}}}{\partial x^{\sigma }}}\eta _{\mu \nu }=\lambda ^{2}(x)\eta _{\rho \sigma }}
per una certa funzione λ(x).
Il gruppo conforme contiene come sottogruppi le isometrie della metrica {\displaystyle \eta _{\mu \nu }} (il gruppo di Poincaré) e anche le trasformazioni di scala (o dilatazioni) considerate di cui sopra. Di fatto le teorie invarianti di scala nella sezione precedenti sono anche conformemente invarianti.

### Teoria φ4
La teoria φ4 massiva illustra una serie di fenomeni interessanti in teoria di campo scalare.
La densità lagrangiana è
{\displaystyle {\mathcal {L}}={\frac {1}{2}}(\partial _{t}\phi )^{2}-{\frac {1}{2}}\delta ^{ij}\partial _{i}\phi \partial _{j}\phi -{\frac {1}{2}}m^{2}\phi ^{2}-{\frac {g}{4!}}\phi ^{4}.}

#### Rottura spontanea di simmetria
Questa lagrangiana ha una simmetria {\displaystyle \mathbb {Z} _{2}} sotto la trasformazione {\displaystyle \varphi \longrightarrow -\varphi }. Questo è un esempio di simmetria interna, in confronto a una simmetria spaziotemporale.
Se m2 è positiva, il potenziale
{\displaystyle V(\phi )={\frac {1}{2}}m^{2}\phi ^{2}+{\frac {g}{4!}}\phi ^{4}}
ha un solo minimo, nell'origine. La soluzione φ = 0 è chiaramente invariante sotto la simmetria {\displaystyle \mathbb {Z} _{2}}.
Al contrario, se m2 è negativa, allora si può vedere facilmente che il potenziale
{\displaystyle \,V(\phi )={\frac {1}{2}}m^{2}\phi ^{2}+{\frac {g}{4!}}\phi ^{4}\!}
ha due minimi. Questo è conosciuto con il nome di potenziale a due buche, e gli stati di energia minimi (conosciuti come vuoti, nel gergo della teoria quantistica dei campi) in una tale teoria non sono invarianti rispetto alla simmetria {\displaystyle \mathbb {Z} _{2}} dell'azione (di fatto mappa un vuoto nell'altro). In questo caso, la simmetria {\displaystyle \mathbb {Z} _{2}} si dice che sia rotta spontaneamente.

#### Soluzioni kink
La teoria φ4 con m2 negativa ha anche una soluzione kink, che è un classico esempio di un solitone. Una soluzione di questo tipo è della forma
{\displaystyle \phi ({\vec {x}},t)=\pm {\frac {m}{2{\sqrt {\frac {g}{4!}}}}}\tanh \left[{\frac {m(x-x_{0})}{\sqrt {2}}}\right]}
dove x è una delle variabili spaziali (φ è preso indipendente da t e dalle rimanenti variabili spaziali). La soluzione interpola tra i due diversi vuoti del potenziale a due buche. Non è possibile deformare il kink in una soluzione costante senza passare attraverso una soluzione di energia infinita, e per questa ragione il kink è detto stabile. Per D > 2  (cioè per teorie con più di una dimensione spaziale), questa soluzione è detta muro di dominio.
Un altro noto esempio di teoria di campo scalare con soluzioni kink è la teoria di sine-Gordon

### Teoria dei campi scalare complessa
In una teoria di campo scalare complessa, il campo scalare assume valori nei numeri complessi, invece che nei reali. L'azione normalmente considerata assume la seguente forma
{\displaystyle {\mathcal {S}}=\int \mathrm {d} ^{D-1}x\,\mathrm {d} t{\mathcal {L}}=\int \mathrm {d} ^{D-1}x\,\mathrm {d} t\left[\eta ^{\mu \nu }\partial _{\mu }\phi ^{*}\partial _{\nu }\phi -V(|\phi |^{2})\right]}
Questa ha una simmetria U(1), o equivalentemente O(2), il cui effetto sui campi è {\displaystyle \phi \rightarrow e^{i\alpha }\phi }, per un qualche angolo di fase reale α.
Come per il campo scalare reale, se m2 è negativa si ha la rottura spontanea di simmetria. Questo dà origine al potenziale a sombrero di Goldstone, che è un potenziale a due buche di un campo scalare reale ruotato di 2π radianti attorno all'asse {\displaystyle V(\phi )} . La rottura di simmetria ha luogo in una dimensione superiore, il che significa che la scelta del vuoto una simmetria continua U(1) invece di una discreta. Le due componenti del campo scalare sono riconfigurate come un modo massivo e un bosone di Goldstone massivo.

### TeoriaO(N)
Si può esprimere la teoria del campo scalare complesso in termini di due campi reali, {\displaystyle \varphi ^{1}=\operatorname {Re} \varphi } e {\displaystyle \varphi ^{2}=\operatorname {Im} \varphi }, che trasformano rispetto alla rappresentazione vettoriale della simmetria interna U(1), ovvero O(2). Sebbene questi campi trasformino come vettori sotto la simmetria interna, sono comunque scalari di Lorentz.
Questo può essere generalizzato a una teoria con N campi scalari che trasformano secondo la rappresentazione vettoriale della simmetria O(N). La lagrangiana per una teoria di campo scalare O(N)-invariante è tipicamente della forma
{\displaystyle {\mathcal {L}}={\frac {1}{2}}\eta ^{\mu \nu }\partial _{\mu }\phi \cdot \partial _{\nu }\phi -V(\phi \cdot \phi )}
usando un appropriato prodotto interno O(N)-invariante. La teoria può anche essere espressa per i campi vettoriali complessi cioè per i {\displaystyle \phi \in \mathbb {C} ^{n}}, nel qual caso il gruppo di simmetria è il gruppo di Lie SU(N).

### Accoppiamenti a campi di gauge
Quando la teoria dei campi scalare viene accoppiata in modo gauge-invariante all'azione di Yang-Mills, si ottiene la teoria di Ginzburg-Landau per i superconduttori. I solitoni topologici di quella teoria corrispondono a vortici in un superconduttore; il minimo del potenziale a sombrero corrisponde al parametro d'ordine del superconduttore.

## Teoria dei campi scalare quantistica
Un libro di riferimento per questa sezione è il capitolo 4 di Pierre Ramond, Field Theory: A Modern Primer, 2ª ed., Westview Press, 2001, ISBN 0-201-30450-3.
In teoria quantistica dei campi, i campi, e tutte le osservabili costruiti da questi, sono sostituiti da operatori quantistici su uno spazio di Hilbert. Questo spazio di Hilbert è costruito su uno stato di vuoto, e la dinamica è governata da un hamiltoniano, un operatore definito positivo che distrugge il vuoto. Essenzialmente, gli infiniti oscillatori classici "impacchettati" nel campo scalare nei suoi modi normali (disaccoppiati), sopra, sono ora quantizzati nel modo standard, così il campo quantistico descrive infiniti oscillatori armonici quantistici agenti sul rispettivo spazio di Fock.
In breve, le variabili basilari sono il campo quantistico φ e il suo momento coniugato π. Entrambi questi campi a valori operatoriali sono hermitiani. Ai punti spaziali {\displaystyle {\vec {x}},{\vec {y}}} e a tempi uguali, le loro relazioni di commutazione canoniche sono date da
{\displaystyle {\begin{aligned}\left[\phi \left({\vec {x}}\right),\phi \left({\vec {y}}\right)\right]=\left[\pi \left({\vec {x}}\right),\pi \left({\vec {y}}\right)\right]&=0,\\\left[\phi \left({\vec {x}}\right),\pi \left({\vec {y}}\right)\right]&=i\delta \left({\vec {x}}-{\vec {y}}\right),\end{aligned}}}
mentre l'hamiltoniana libera è, analogamente a sopra,
{\displaystyle H=\int d^{3}x\left[{1 \over 2}\pi ^{2}+{1 \over 2}(\nabla \phi )^{2}+{m^{2} \over 2}\phi ^{2}\right].}
Una trasformata di Fourier spaziale porta ai campi nello spazio dei momenti
{\displaystyle {\begin{aligned}{\widetilde {\phi }}({\vec {k}})&=\int d^{3}xe^{-i{\vec {k}}\cdot {\vec {x}}}\phi ({\vec {x}}),\\{\widetilde {\pi }}({\vec {k}})&=\int d^{3}xe^{-i{\vec {k}}\cdot {\vec {x}}}\pi ({\vec {x}})\end{aligned}}}
da cui vengono gli operatori di creazione e distruzione
{\displaystyle {\begin{aligned}a({\vec {k}})&=\left(E{\widetilde {\phi }}({\vec {k}})+i{\widetilde {\pi }}({\vec {k}})\right),\\a^{\dagger }({\vec {k}})&=\left(E{\widetilde {\phi }}({\vec {k}})-i{\widetilde {\pi }}({\vec {k}})\right),\end{aligned}}}
dove {\displaystyle E={\sqrt {k^{2}+m^{2}}}} .
Questi operatori soddisfano le relazioni di commutazione
{\displaystyle {\begin{aligned}\left[a({\vec {k}}_{1}),a({\vec {k}}_{2})\right]=\left[a^{\dagger }({\vec {k}}_{1}),a^{\dagger }({\vec {k}}_{2})\right]&=0,\\\left[a({\vec {k}}_{1}),a^{\dagger }({\vec {k}}_{2})\right]&=(2\pi )^{3}2E\delta ({\vec {k}}_{1}-{\vec {k}}_{2}).\end{aligned}}}
Lo stato {\displaystyle |0\rangle } distrutto da tutti gli operatori a viene identificato come il vuoto, e una particella con momento {\displaystyle {\vec {k}}}  si crea applicando {\displaystyle a^{\dagger }({\vec {k}})} al vuoto.
Applicare tutte le possibili combinazioni di operatori di creazione al vuoto costruire il relativo spazio di Hilbert. Questa costruzione è chiamata spazio di Fock. Il vuoto è distrutto dall'hamiltoniana
{\displaystyle H=\int {d^{3}k \over (2\pi )^{3}}{\frac {1}{2}}a^{\dagger }({\vec {k}})a({\vec {k}}),}
dove l'energia di punto zero è stata rimossa dall'ordinamento normale.
Le interazioni possono essere incluse aggiungendo un'hamiltoniana di interazione. Per una teoria φ4, ciò corrisponde ad aggiungere un termine in ordine normale g:φ4:/4! all'hamiltoniana, e integrare su x. Le ampiezze di scattering possono essere calcolate da questa hamiltoniana nella rappresentazione di interazione. Queste teoria perturbativa sono costruiti tramite la serie di Dyson, che dà i prodotti tempo-ordinati, o funzioni di Green a n particelle {\displaystyle \langle 0|{\mathcal {T}}\{\phi (x_{1})\cdots \phi (x_{n})\}|0\rangle }. Le funzioni di Green possono essere ottenute da una funzione generatrice che è costruita come una soluzione all'equazione di Schwinger-Dyson.

### Integrale sui cammini di Feynman
Lo sviluppo in diagrammi di Feynman può essere ottenuto anche dalla formulazione dell'integrale sui cammini. I valori di aspettazione del vuoto tempo-ordinati di polinomi in φ, conosciuti come funzioni di Green a n particelle, sono costruiti integrando su tutti i possibili campi, normalizzati per il valore di aspettazione del vuoto senza campi esterni,
{\displaystyle \langle 0|{\mathcal {T}}\{\phi (x_{1})\cdots \phi (x_{n})\}|0\rangle ={\frac {\int {\mathcal {D}}\phi \phi (x_{1})\cdots \phi (x_{n})e^{i\int d^{4}x\left({1 \over 2}\partial ^{\mu }\phi \partial _{\mu }\phi -{m^{2} \over 2}\phi ^{2}-{g \over 4!}\phi ^{4}\right)}}{\int {\mathcal {D}}\phi e^{i\int d^{4}x\left({1 \over 2}\partial ^{\mu }\phi \partial _{\mu }\phi -{m^{2} \over 2}\phi ^{2}-{g \over 4!}\phi ^{4}\right)}}}.}
Tutte queste funzioni di Green potrebbero essere ottenute sviluppando l'esponenziale in J(x)φ(x) nella funzione generatrice
{\displaystyle Z[J]=\int {\mathcal {D}}\phi e^{i\int d^{4}x\left({1 \over 2}\partial ^{\mu }\phi \partial _{\mu }\phi -{m^{2} \over 2}\phi ^{2}-{g \over 4!}\phi ^{4}+J\phi \right)}=Z[0]\sum _{n=0}^{\infty }{\frac {i^{n}}{n!}}J(x_{1})\cdots J(x_{n})\langle 0|{\mathcal {T}}\{\phi (x_{1})\cdots \phi (x_{n})\}|0\rangle .}
Potrebbe essere applicata una rotazione di Wick  per rendere il tempo immaginario. Cambiare la segnatura a (++++) quindi trasforma l'integrale di Feynman in una funzione di partizione della meccanica statistica nello spazio euclideo,
{\displaystyle Z[J]=\int {\mathcal {D}}\phi e^{-\int d^{4}x\left[{1 \over 2}(\nabla \phi )^{2}+{m^{2} \over 2}\phi ^{2}+{g \over 4!}\phi ^{4}+J\phi \right]}.}
Normalmente, questo si applica allo scattering di particelle con momenti fissati, nel qual caso è utile una trasformata di Fourier, ottenendo invece
{\displaystyle {\tilde {Z}}[{\tilde {J}}]=\int {\mathcal {D}}{\tilde {\phi }}e^{-\int {d^{4}p \over (2\pi )^{4}}\left({1 \over 2}(p^{2}+m^{2}){\tilde {\phi }}^{2}-{\tilde {J}}{\tilde {\phi }}+{g \over 4!}{\int {d^{4}p_{1} \over (2\pi )^{4}}{d^{4}p_{2} \over (2\pi )^{4}}{d^{4}p_{3} \over (2\pi )^{4}}\delta (p-p_{1}-p_{2}-p_{3}){\tilde {\phi }}(p){\tilde {\phi }}(p_{1}){\tilde {\phi }}(p_{2}){\tilde {\phi }}(p_{3})}\right)}.}
dove {\displaystyle \delta (x)} è la delta di Dirac.
Il trucco standard per valutare questo integrale funzionale è scriverlo come prodotto di fattori esponenziali, schematicamente,
{\displaystyle {\tilde {Z}}[{\tilde {J}}]=\int {\mathcal {D}}{\tilde {\phi }}\prod _{p}\left[e^{-(p^{2}+m^{2}){\tilde {\phi }}^{2}/2}e^{-g/4!\int {d^{4}p_{1} \over (2\pi )^{4}}{d^{4}p_{2} \over (2\pi )^{4}}{d^{4}p_{3} \over (2\pi )^{4}}\delta (p-p_{1}-p_{2}-p_{3}){\tilde {\phi }}(p){\tilde {\phi }}(p_{1}){\tilde {\phi }}(p_{2}){\tilde {\phi }}(p_{3})}e^{{\tilde {J}}{\tilde {\phi }}}\right].}
I secondi due fattori esponenziali possono essere sviluppati in serie di potenze, e la combinatoria di questo sviluppo può essere rappresentata graficamente tramite i diagrammi di Feynman dell'interazione quartica.
L'integrale con g = 0 può essere trattato come un prodotto di infiniti integrali gaussiani: il risultato può essere espresso come una somma di diagrammi di Feynman, calcolati usando le seguenti regole di Feynman:
- Ogni campo {\displaystyle {\tilde {\varphi }}(p)} nella funzione a n punti euclidea è rappresentato con una linea esterna nel grafico, associata al momento p.
- Ogni vertice è rappresentato da un fattore −g.
- A un dato ordine gk, tutti i diagrammi con n linee esterne k vertici sono costruiti in modo tale che i momenti che scorrono in ogni vertice è zero. Ogni linea interna è rappresentata da un propagatore 1/(q2 + m2), dove q è il momento che scorre su quella linea.
- Ogni momento non vincolato viene integrato su tutti i valori.
- Il risultato è diviso da un fattore di simmetria, che è il numero di volte in cui le linee e vertici del grafico può essere riarrangiato senza cambiare la sua connettività.
- Non si includono grafici contenenti "bolle di vuoto", sottografi connessi senza linee esterne.

L'ultima regola tiene conto dell'effetto di dividere per  {\displaystyle {\tilde {Z}}[0]}. Le regole di Feynman nello spazio di Minkowski sono simili, tranne che ogni vertice è rappresentato da −ig, mentre ogni linea interna è rappresentata da un propagatore i/(q2−m2+iε), dove il termine ε rappresenta la piccola rotazione di Wick necessaria per rendere convergente l'integrale gaussiano nello spazio di Minkowski.

### Rinormalizzazione
Gli integrali sui momenti non vincolati, detti "integrali a loop", nei diagrammi di Feynman tipicamente divergono. Questo problema si gestisce normalmente con la rinormalizzazione, che è una procedura di aggiungere altri termini divergenti alla lagrangiana in modo tale che i diagrammi costruiti dalla lagrangiana originale e dai nuovi termini sono finiti. Una scala di rinormalizzazione deve essere introdotta nel processo, e la costante di accoppiamento e la massa devono essere dipendenti da essa.
La dipendenza di una costante di accoppiamento g sulla scala λ è codificata da una funzione beta, β(g), definita da
{\displaystyle \beta (g)=\lambda \,{\frac {\partial g}{\partial \lambda }}~.}
Questa dipendenza dall'energia è conosciuta come "il running del parametro di accoppiamento", e la teoria di questa dipendenza dalla scala sistematica in teoria quantistica dei campi è descritta dal gruppo di rinormalizzazione.
Le funzioni beta sono solitamente calcolate in uno schema di approssimazioni, più comunemente la teoria perturbativa, dove si assume che la costante di accoppiamento sia piccola. Si può quindi fare uno sviluppo in potenze dei parametri di accoppiamento e troncare i termini di ordine superiore (anche detti contributi a loop superiori, per via del numero di loop presenti nei corrispondenti diagrammi di Feynman).
La funzione β a un loop (il primo contributo perturbativo) per la teoria φ4 è
{\displaystyle \beta (g)={\frac {3}{16\pi ^{2}}}g^{2}+O\left(g^{3}\right)~.}
Il fatto che il segno dell'ordine più basso sia positivo suggerisce che la costante di accoppiamento cresca con l'energia. Se questo comportamento rimane ad accoppiamenti più grandi, indicherebbe la presenza di un polo di Landau a energia finita, originato dalla trivialità quantistica. Tuttavia, la domanda può trovare risposta solo nell'approccio non perturbativo, siccome coinvolge un accoppiamento forte.
Una teoria quantistica di campo è detta triviale quando l'accoppiamento rinormalizzato, calcolato tramite la sua funzione beta, va a zero quando si rimuove il cutoff ultravioletto. Di conseguenza, il propagatore diventa quello di una particella libera e il campo non è più interagente.
Per un'interazione φ4, Michael Aizenman dimostrò che la teoria sia di fatto triviale per dimensioni spaziotemporali D ≥ 5.
Per D = 4, la trivialità è ancora da dimostrare rigorosamente, ma calcoli su reticolo hanno fornito una forte evidenza per questo.  Questo fatto è importante quanto la trivialità quantistica può essere usata per limitare o persino predire parametri come la massa del bosone di Higgs.  Questo può anche portare a una massa dell'Higgs prevedibile in scenari di sicurezza asintotica (asymptotic safety).